# 加茂村 (岡山県都窪郡)
加茂村（かもそん）は、岡山県都窪郡にあった村。現在の岡山市北区の一部にあたる。

## 地理
足守川の左岸、鼓山の南方に位置していた。

## 歴史
- 1889年（明治22年）6月1日、町村制の施行により、都窪郡津寺村、加茂村、惣爪村、新庄上村、新庄下村が合併して村制施行し、加茂村が発足[1][2]。旧村名を継承した津寺、加茂、惣爪、新庄上、新庄下の5大字を編成[2]。
- 1900年（明治33年）4月1日、郡の統合により都窪郡に所属[1][2]。
- 1953年（昭和28年）12月28日、吉備郡高松町・生石川村と合併し、吉備郡高松町が存続して廃止された[1][2]。合併後、高松町大字津寺・加茂・惣爪・新庄上・新庄下となる[2]。

### 地名の由来
古代の河面郷の地で、河面が加茂に転訛したもの。

## 産業
- 農業[2]